# 戰斧 迪斯亞達的復仇
《戰斧 迪斯亞達的復仇》（又译作）是一款由SEGA AM1開發並由世嘉發行的清版動作遊戲，戰斧系列的續作之一，1992年上市於 System 32街機主機板。
故事是經過許久的時間，魔王迪斯亞達再度奪取戰斧，並且帶了龍之盾捲土重來。
當年的矮人奇里烏斯也垂垂老矣。
為了維護和平，四位勇士挺身而出，對抗迪斯亞達的暴政。
此代的四名角色，除了一般的攻擊，每個角色也可使用不同的魔法，並加入了閃避攻擊(耗損生命力)、聯手攻擊(需與其他玩家配合)、下墜攻擊等技巧，畫面音效也有非常大的提昇。
此作可騎乘的魔物變得更多元化，有噴火螳螂、電擊蠍子等，另外在地圖上也增加了投石器、十字弓等武器，如果搭乘魔物的話還可以再搭載這些武器。
最強的騎乘魔物為骷髏龍，可將大部份的雜兵一擊必殺。
本作共有八個關卡，在第二關及第四關分別有二條路線可以選擇。
第六關開始的場景都是在魔王城。
在前作史詩般的黃金鬥士之戰已經成為遙遠傳說的時代，魔物軍團又突然出現席捲世界，背後隱約看到那不祥的魔人亞達似乎再現的謎團，這時代的四位魔法勇士斯坦布莱德、朵拉、果亞、小特里克斯決定組團前往剿滅。

## 登場角色

### 主角
斯坦布莱德（STERNBLADE）
蠻族青年劍士，使用長劍及火焰魔法。消耗的魔法瓶和攻擊威力都是標準值。
朵拉（DORA）
半人馬女戰士，使用棒槌及雷電魔法，傷害低但消耗魔法少。
騎乘坐騎時從馬腿變成人類的腿部，其原因不明。
果亞（GOAH）
力量型的盲眼巨人族戰士，使用斧頭，肩上背著前作的矮人族老人奇里烏斯，以其嚮導戰鬥，使用石化魔法，傷害高但消耗魔法多。
小特里克斯（LITTLE TRIX）
速度型的哈比族盜賊，使用三叉矛戰鬥。使用回復魔法，消耗的魔法瓶較多。
使用魔法時不是直接恢復體力，而是長出樹木，吃下蘋果的夥伴可以回復體力。

## 結局
一行人打敗魔王，乘上飛龍離開城堡時，一把戰斧竟然鉤住飛龍背上的欄杆… 
原來迪斯亞達還沒被完全打倒，在飛龍背上決一死戰後，迪斯亞達準備使用強大的魔法將眾人置於死地，此時奇里烏斯飛身而出，用斧頭直接砍在迪斯亞達頭上。
迪斯亞達和奇里烏斯一同墜落龍背，在半空中爆炸…